# Odontomachus yucatecus
Odontomachus yucatecus är en myrart som beskrevs av Brown 1976. Odontomachus yucatecus ingår i släktet Odontomachus och familjen myror. Inga underarter finns listade i Catalogue of Life.